# Спасский, Иван Тимофеевич
Иван Тимофеевич Спасский, (11 августа 1795, Харьков (?) — 25 января 1861, Санкт-Петербург) — известный во второй четверти XIX века доктор медицины, профессор Петербургской медико-хирургической академии. Врач и преподаватель судебной медицины Училища правоведения. Автор многочисленных научных сочинений, в том числе, первого отечественного руководства по судебной медицине для юристов. Был домашним доктором семьи А. С. Пушкина. Оставил записки о последних днях жизни поэта.

## Биография

### Образование
Родился в купеческой семье. Учился в семинарии. Поступил и в 1815 году с золотой медалью окончил Петербургскую медико-хирургическую академию.
До 1818 года был назначен адъюнктом А. С. Громова, профессора кафедры повивального искусства, судебной медицины и медицинской полиции академии и параллельно ординатором Морского госпиталя (с 1816 года). В 1818 году был направлен вместе с выпускниками медико-хирургической академии С. Ф. Хотовицким и П. А. Чаруковским за границу для совершенствования в биологических науках. В соответствии с начатой Александром I университетской реформой для подготовки будущих отечественных профессоров в качестве образца по организации обучения был выбран, в том числе, и Гёттингенский университет.
Во время пребывания в Германии И. Т. Спасский в Галле был принят в масонскую ложу «К трём мечам», что и было установлено, после возвращения в Россию, расследованием, проведенным в медико-хирургической академии в связи с императорским рескриптом от 1 августа 1822 года «О запрещении тайных обществ и масонских лож».
В 1822 году, в степени штаб-лекаря, был назначен адъюнкт-профессором кафедры зоологии и минералогии медико-хирургической академии.
В 1824 году защитил докторскую диссертацию — лат. «Entozoologiae historiae progressus et status hodierni brevis explicatio».

### Медицинская карьера
И. Т. Спасский совмещал научно-педагогическую деятельность и врачебную практику. С 1826 года исполнял обязанности акушера сначала Петербургской, а потом Выборгской частей города.
Продолжал служить в медико-хирургической академии — в 1827 году получил звание ординарного профессора зоологии и до 1833 года руководил кафедрой зоологии и минералогии, а с 1833 года — кафедрой фармакологии с рецептурой и общей терапией.
В 1833 году И. Т. Спасский стал одним из учредителей Петербургского общества русских врачей.
В 1835—1846 годах был штатным врачом и преподавателем судебной медицины в Императорском училище правоведения. В 1839 году опубликовал «Обозрение судебной медицины для руководства воспитанников училища правоведения», первое отечественное и неоднократно переизданное пособие для судебно-медицинских экспертов.
В конце 1830-х годов И. Т. Спасский — ученый секретарь медико-хирургической академии и, как доверенное лицо министра просвещения С. С. Уварова, был избран «членом комитета для предварительного соображения мер к преобразованию медицинской учебной части в заведениях министерства народного просвещения».
28 ноября 1838 г. было удовлетворено его прошение об отставке с официальных должностей в академии. В феврале 1839 г. доктор медицины И. Т. Спасский был избран почётным членом Императорской медико-хирургической академии и почётным доктором (лат. honoris causa) хирургии.
В 1840-е годы по поручению министра просвещения неоднократно ездил в Вильно, Дерпт и Пернов для подготовки мероприятий по реорганизации медицинских и ветеринарных учебных учреждений.
С 1858 года страдал от психического расстройства. Скончался 13 (25) января 1861 года. Похоронен был на Волковом православном кладбище.

### Семья
Жена — Александрина (1.11.1803 — 25.01.1875).

## Публикации
Разносторонние научно-медицинские интересы И. Т. Спасского отражены в его сочинениях 1827—1841 годов, среди которых:

1827 — «Появление жаб в пищеприемном канале человека»

1833 — «Внутреннее и наружное употребление опия», «Семиотика вообще и детская в особенности»
«Об испытании больного вообще, и в особенности об испытании детей». 

1834 — «Успешное действие голода на перемежающиеся лихорадки», «Достоинства и необходимость медицины и врачей»

1835 — «Рафания в Вятской губернии и в земле Войска Донского», «Выгоды сложных рецептов», «Краткий очерк врачебного действия бань», «Бальзамирование у древних египтян», «Болезнь, исцеление и лечение».

1838 — «Возрасты в антропологическом и врачебном отношениях»

1839 — «О вторичном прививании коровьей оспы-вакцины», «Обозрение общей терапии», «Обозрение судебной медицины для руководства воспитанников училища правоведения»

1841 — «Чрезвычайное изобретение или история одной книжицы» (об основателе гомеопатии Ганнемане).
Его популярные статьи публиковались в «Лексиконе», издававшимся А. А. Плюшаром. Некоторые статьи, опубликованные им за три года в энциклопедическом словаре Плюшара (1835—1838): «Бани», «Вина», «Возрасты», «Врачующая сила природы», «Врач». И. Т. Спасский был большим популяризатором медицины, и статьи эти написаны популярным языком не в ущерб их научной глубине.

## Награды
В 1840 году получил чин статского советника. Награждён орденами:

— орден Святой Анны 2-й степени с императорской короной

— орден Святого Станислава 2-й степени

— орден Святого Владимира 4-й степени.

## Домашний врач А. С. Пушкина
И. Т. Спасский был домашним врачом семьи Пушкиных — одновременно и педиатром, и гинекологом, и терапевтом. Письма поэта сохранили свидетельства его уважительного отношения к врачу. В апреле 1834 года Пушкин писал жене: «…сделай милость, не забудь прочесть инструкцию Спасского и поступай по оной… после завтра обедаю у Спасского и буду на тебя жаловаться…» В знак расположения Пушкин подарил Спасскому собственную, отделанную серебром, трость.
Сестра жены Пушкина, Е. Н. Гончарова писала брату Дмитрию, что Иван Тимофеевич лечил и её, и сестру Александру, и прислугу, не принимая при этом денег: «Я чувствую, что я ему очень обязана, и однако не знаю, как отблагодарить его за своё лечение».
После дуэли И. Т. Спасский находился у постели раненого поэта до момента его кончины и, как судебный медик, участвовал вместе с В. И. Далем во вскрытии тела умершего. 2 февраля 1837 года составил подробную записку о последних днях Пушкина.

## Мнения современников
«Добрейшая душа», как называл его Н. И. Пирогов, доктор И. Т. Спасский трезво оценивал возможное критическое отношение к практикующему врачу, который ни в коем случае «не может и не должен отказываться спешить туда, где страждущие ждут от него советов и деятельного пособия», но при этом иногда сталкивается с тем, что всякий берется судить о его действиях «и тем более, чем менее понимает врачебную науку».
По мнению современников, Спасский был увлекающимся человеком, «многообразованным и хорошим латинистом», c разносторонними способностями. Как профессор он многое дал своим студентам.
Н. И. Пирогов писал, что Спасский, с которым они познакомились в Обуховской больнице, пользовался «заслуженною репутацией и в публике и между врачами того времени».
Выпускник Училища правоведения В. В. Стасов вспоминал, что Спасский «сильно надоедал всем сильною приверженностью к пациентам из князей и графов».
В воспоминаниях К. К. Данзаса, записанных А. Амосовым, сказано (без каких-либо мотивировок) о Спасском, как о враче, что Пушкин «имел к нему мало доверия». Историк Р. Г. Скрынников, не видевший оснований для такого суждения, приводит в качестве противоположной точки зрения слова из письма от 24 октября 1835 года сестры Пушкина — Ольги Сергеевны о том, что брат «верит в Спасского, как евреи верят в приход Мессии, повторяет всё, что тот говорит».